# Вулиця Василя Мови
Ву́лиця Василя Мови — вулиця в Подільському районі міста Києва, у межах селища Шевченка. Пролягає від Золочевської вулиці до вулиці Косенка.

## Історія
Вулиця виникла у першій половині XX століття під назвою 251-а Нова, з 1944 року — Вільшанівська (або 2-а Вільшанська вулиця). З 1955 року мала назву Орська на честь міста Орська в Оренбурзькій області СРСР. Сучасна на честь українського письменника Василя Мови — з 2022 року.